# Andromède XIX
Andromède XIX est une galaxie naine du Groupe local.